# Павлов, Пётр Михайлович
Пётр Михайлович Павлов (30 мая 1907 — ?) — журналист, доктор экономических наук, профессор, заслуженный деятель науки РСФСР. Участник Великой Отечественной войны.

## Биография
Пётр Михайлович Павлов родился в 1907 году. В 1927 году стал членом Коммунистической партии Советского Союза. В 1937 году окончил Ленинградский институт красной профессуры. С 1943 по 1945 год был лектором политического управления Ленинградского фронта. С 1945 по 1947 год был заведующим идеологическим отделом газеты «Ленинградская правда». В 1948 году стал заведующим кафедрой политической экономики Ленинградского финансово-экономического института. В 1959 году получил звание профессора. В 1976 году стал заслуженным деятелем науки РСФСР.
До 1983 г. заведовал кафедрой политической экономии учетных факультетов.
В своей монографии «О планово-хозяйственных рычагах социалистического государства» (1950) П.М. Павлов одним из первых в стране поставил очень смелый для того времени вопрос о необходимости активного использования товарно-денежных отношений и закона стоимости.

## Награды
- Орден Красной Звезды[5];
- Орден Красного Знамени;
- Медаль «За боевые заслуги».